# Axel Kühn
Axel Kühn (ur. 22 czerwca 1967 w Erfurcie) – niemiecki bobsleista. Srebrny medalista olimpijski z Albertville.
Reprezentował barwy NRD, następnie Niemiec. Zawody w 1992 były jego jedynymi igrzyskami olimpijskimi. Startował w czwórkach i zajął drugie miejsce – pilotem boba był Wolfgang Hoppe. W 1991 był mistrzem świata w czwórce.